# Anka Butorac
Anka Butorac-Parović (Donje Pazarište, kraj Gospića, 27. kolovoza 1903. — Hrvatska Kostajnica, 22. siječnja 1942.) bila je radnica, sudionica Narodnooslobodilačke borbe i narodni heroj Jugoslavije.

## Životopis
Rođena je 27. kolovoza 1903. godine u selu Donjem Pazarištu, kraj Gospića, u siromašnoj seljačkoj obitelji. Djetinjstvo je provela radeći na polju i čuvajući stoku. Poslije završetka Prvog svjetskog rata, pošla je u grad. Isprva je radila u Sisku, u skladištu jednog trgovačkog poduzeća. Svibnja 1923. godine, postala je blagajnica sindikalne podružnice Nezavisnih sindikata u poduzeću.
Godine 1925., otišla je u Zagreb, gdje je izučila krojački zanat i zaposlila se u tvornici rublja. Godine 1926., bila je primljena u članstvo Komunističke partije Jugoslavije. Radila je i kao blagajnica u Mjesnom komitetu „Crvene pomoći“ u Zagrebu. U proljeće 1927. godine, bila je izabrana za članicu uprave Saveza radništva odjevne industrije i obrta u Zagrebu, a ubrzo i za članicu uprave Saveza radništva odjevne industrije i obrta Jugoslavije. Na Plenumu Mjesnog sindikalnog vijeća Zagreba, održanom 17. listopada 1927. godine, na kojem je prisustvovao i Josip Broz Tito,  Anka je bila izabrana za članicu Komisije za rad među ženama.
Tijekom partijskog rada u Zagrebu, Anka se upoznala, a potom i udala, za Blagoja Parovića, poznatog jugoslavenskog revolucionara, koji je tada isto radio u zagrebačkoj partijskoj organizaciji. Poslije uvođenja Šestosiječanjske diktature 1929., Anka je bila uhićena u masovnom uhićenju komunista u Zagrebu u travnju. U istražnom i sudskom zatvoru provela je petnaest mjeseci, a zatim je internirana u rodno mjesto.
Uskoro je uspjela pobjeći iz sela i ponovo se vratila u Zagreb, gdje je živela ilegalno. Krajem 1930. godine, odlukom KPJ, poslana je u Sovjetski Savez, gdje joj se tada već nalazio suprug. Početkom 1932. godine, Anka je u Moskvi rodila kćer Maju. Poslije završenog četvorogodišnjeg školovanja na Komunističkom sveučilištu nacionalnih manjina Zapada, krajem 1935. godine, ponovo je upućena na partijski rad u Jugoslaviju.
Isprva je radila u Sisku, a zatim u Čakovcu i Varaždinu. Kao sindikalna radnica, u Čakovcu je, u proljeće 1936. godine, organizirala sindikalnu školu. Bila je i jedna od glavnih organizatora štrajka radnika poduzeća „Tivar“ u Varaždinu, u kojem je sudjelovalo oko 2.300 radnika.
Uhićena je sredinom travnja 1937. godine u Nevesinju, rodnom mjestu svog supruga. Provela je tri mjeseca u istražnom zatvoru u Petrinji, a zatim je puštena zbog nedostatka dokaza. Početkom kolovoza 1937. godine, na Osnivačkom kongresu Komunističke partije Hrvatske, na Titov prijedlog, izabrana je u članstvo Centralnog komiteta. Radila je u zagrebačkim sindikalnim organizacijama i otpremanju dobrovoljaca u Španjolsku. Početkom travnja 1938. godine, bila je uhićena prilikom pokušaja ilegalnog odlaska u Španjolsku. Provela je nekoliko mjeseci u zatvoru, a zatim je puštena.
Surađivala je u listu „Ženski svijet“, koji je KPJ pokrenula početkom 1939. godine, a početkom 1940. postala je i članica Redakcije. Zajedno s Jovicom Markovićem i Stipom Ugarkovićem, bila je u Štabu (stožer) za organizaciju prvosvibanjskih demonstracija u Zagrebu, 1940. godine. Ponovno je bila uhićena 10. kolovoza 1940. godine, kada je policija upala na sjednicu CK KPH. Tada je, s nekoliko članova CK, bila odvedena u zatvor u Lepoglavi.
U zatvoru je dočekala fašističku okupaciju Jugoslavije i stvaranje Nezavisne Države Hrvatske 1941. godine. Tada su ustaše zatvorenike premještali iz logora u logor. Anka je isprva bila prebačena u logor kod Gospića, kojeg su ustaše oformili za Srbe, zatim je, u kolovozu, prebačena u Jastrebarsko, a dva mjeseca kasnije, u koncentracijski logor „Danica“ u Koprivnici. Partijska organizacija iz Koprivnice uspjela je osloboditi Anku i druge komuniste iz logora 26. prosinca 1941. godine.
Poslije oslobođenja iz logora, Anka se najprije prebacila u Zagreb, gdje je ilegalno boravila oko 20 dana, a poslije uspostavljanja veze s partizanima, pošla je na Baniju. Na putu do Banijskog partizanskog odreda, grupa ilegalaca iz Zagreba, u kojoj se nalazila Anka, naišla je na ustašku zasjedu kod sela Veliko Krčevo. U borbi je Anka bila teško ranjena i zarobljena. Ustaše su ju odveli u Kostajnicu, gdje je bila podvrgnuta ispitivanju i mučenju. Tri dana poslije, 22. siječnja 1942. godine, Anka je umrla.
Za narodnog heroja proglašena je 14. prosinca 1949. godine.